# ماركوس ينسن
ماركوس ينسن (بالألمانية: Marcus Jensen)‏ Marcus Jensen (ولد في 27 يونيو 1967 في هامبورغ) هو كاتب وروائي ألماني.
درس اللغة الألمانية وأدبها والفلسفة وعلم التربية والسياسة في جامعة هامبورغ. يقيم منذ عام 2002 في برلين. ويشارك في تحرير مجلة «أم إركر» Am Erker. نشر الكثير من المقالات والنصوص النثرية في العديد من المجلات والصحف وكذلك المختارات الأدبية.
له مجموعة قصصية بعنوان «المطر الأحمر» red rain وكذلك رواية بعنوان Oberland نشرت عام 2004.
حصل على عدة جوائز منها الجائزة التشجيعية من هامبورغ عام 1994.